# BBSXP
BBSXP是中國福建泉州的YUZI网络有限公司開發的網上論壇系統。使用ASP语言所开发，由於其所佔電腦資源較少，介面使用較為簡單，在中國的許多網路論壇中使用。

## BBSXP概述
BBSXP是目前互连网上速度较快、系统资源占用较小的论坛。拥有数据结构、关系、索引的论坛，从字段到表的分配，索引的构建，都经过缜密的考虑，能最大限度的发挥快速数据库的效能.

## 外部連結
- BBSXP主頁（页面存档备份，存于）